# Чивитанова-дель-Саннио
Чивитанова-дель-Саннио (итал. Civitanova del Sannio) — коммуна в Италии, располагается в регионе Молизе, в провинции Изерния.
Население составляет 949 человек (2008 г.), плотность населения составляет 17 чел./км². Занимает площадь 55 км². Почтовый индекс — 86094. Телефонный код — 0865.

## Демография
Динамика населения:

## Администрация коммуны
- Официальный сайт: http://www.comune.civitanovadelsannio.is.it/